# Sousa teuszii
El delfín giboso atlántico (Sousa teuszii) es una especie de cetáceo odontoceto de la familia Delphinidae.

## Descripción
Mide aproximadamente 2 m de largo y pesa entre 100 y 139 kg, presenta una giba adiposa en su aleta dorsal (característica propia del género Sousa).

## Población y distribución
Habita en la costa atlántica africana. Su estado de conservación, según la lista roja de UICN es Crítico.

## Interacción con los humanos
El delfín giboso atlántico es conocido por participar en la pesca cooperativa con los pescadores Imraguen de Mauritania, al conducir a los peces hacia la costa y hacia sus redes. La captura incidental en redes de enmalle se considera su mayor amenaza, seguida de las capturas dirigidas, la pérdida y degradación del hábitat, la sobrepesca, la contaminación marina, el sonido antropogénico y el cambio climático.